# Course d'hydroplanes
 (décembre 2018).
Si vous disposez d'ouvrages ou d'articles de référence ou si vous connaissez des sites web de qualité traitant du thème abordé ici, merci de compléter l'article en donnant les références utiles à sa vérifiabilité et en les liant à la section « Notes et références ».
 (décembre 2018).

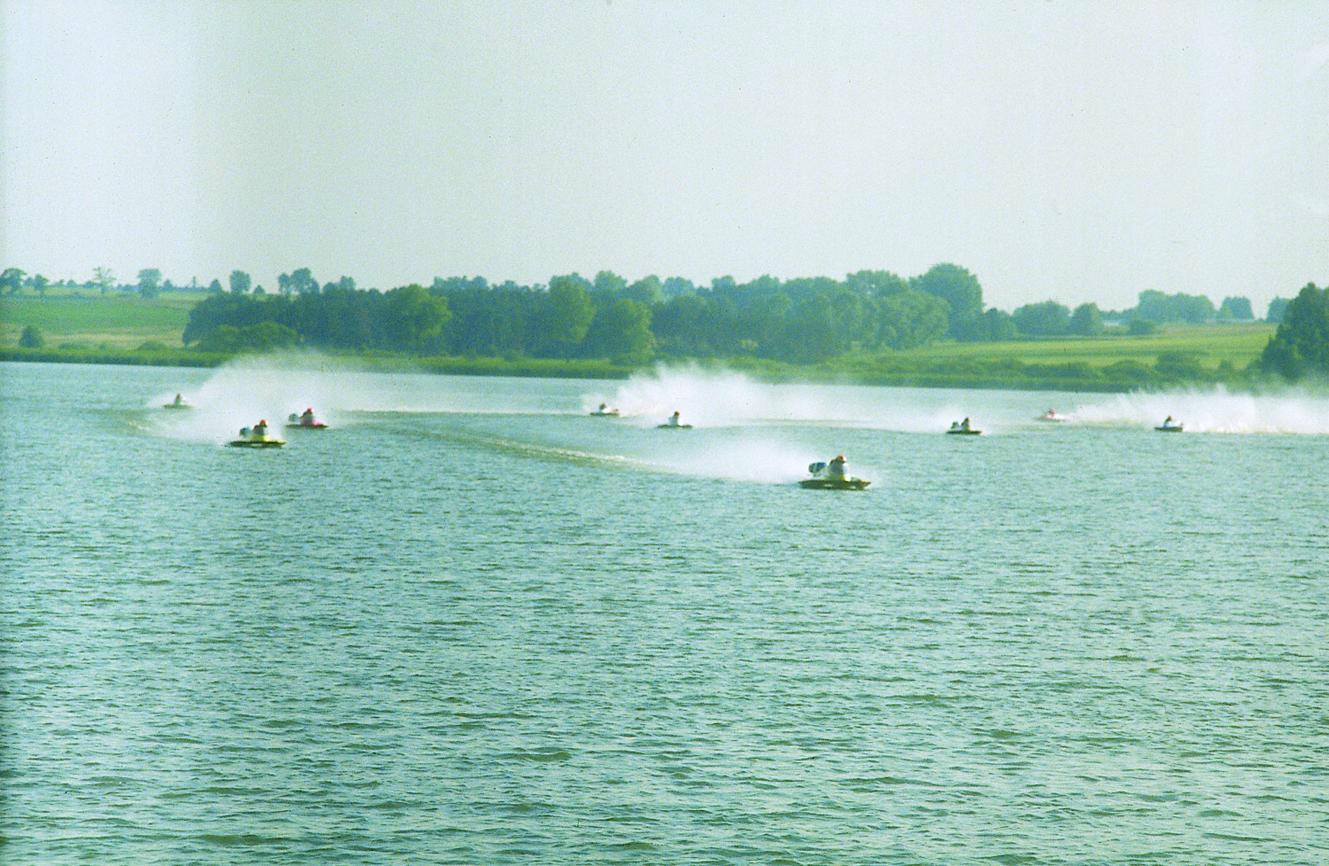
Courses de championnat européen à Żnin (Pologne).

Les courses d'hydroplanes, aussi désignées sous le terme de régates, sont des courses de bateaux à moteur rapide disputées sur les lacs et les rivières.

## Les circuits de courses

### Hydroplane Racing League(HRL)
En 2016, « Hydroplane Racing League » , ou Ligue de régates d’hydroplanes (HRL) voit le jour,.
Six courses sont au programme de ce circuit.

#### Courses au Canada
- Salaberry-de-Valleyfield (Québec) : Régates de Valleyfield
- Beauharnois (Québec)
- Brockville (Ontario)
- Sorel-Tracy (Québec)

#### Courses aux États-Unis
- North Tonawanda (État de New York)
- Cambridge (Maryland)

### Grand Prix d'hydroplanes
Les Grand Prix (GP) sont des courses ouvertes à des bateaux dotés d'un moteur à combustion et explosion V8 suralimenté capable de délivrer jusqu'à 1 500 chevaux. Les bateaux, mesurant entre 7 et 8 m, atteignent rapidement des vitesses supérieures à 273,7 km/h dans les lignes droites.
Ce type de compétitions se dispute aux États-Unis, au Canada, en Australie et en Nouvelle-Zélande.

### Hydroplanes illimités

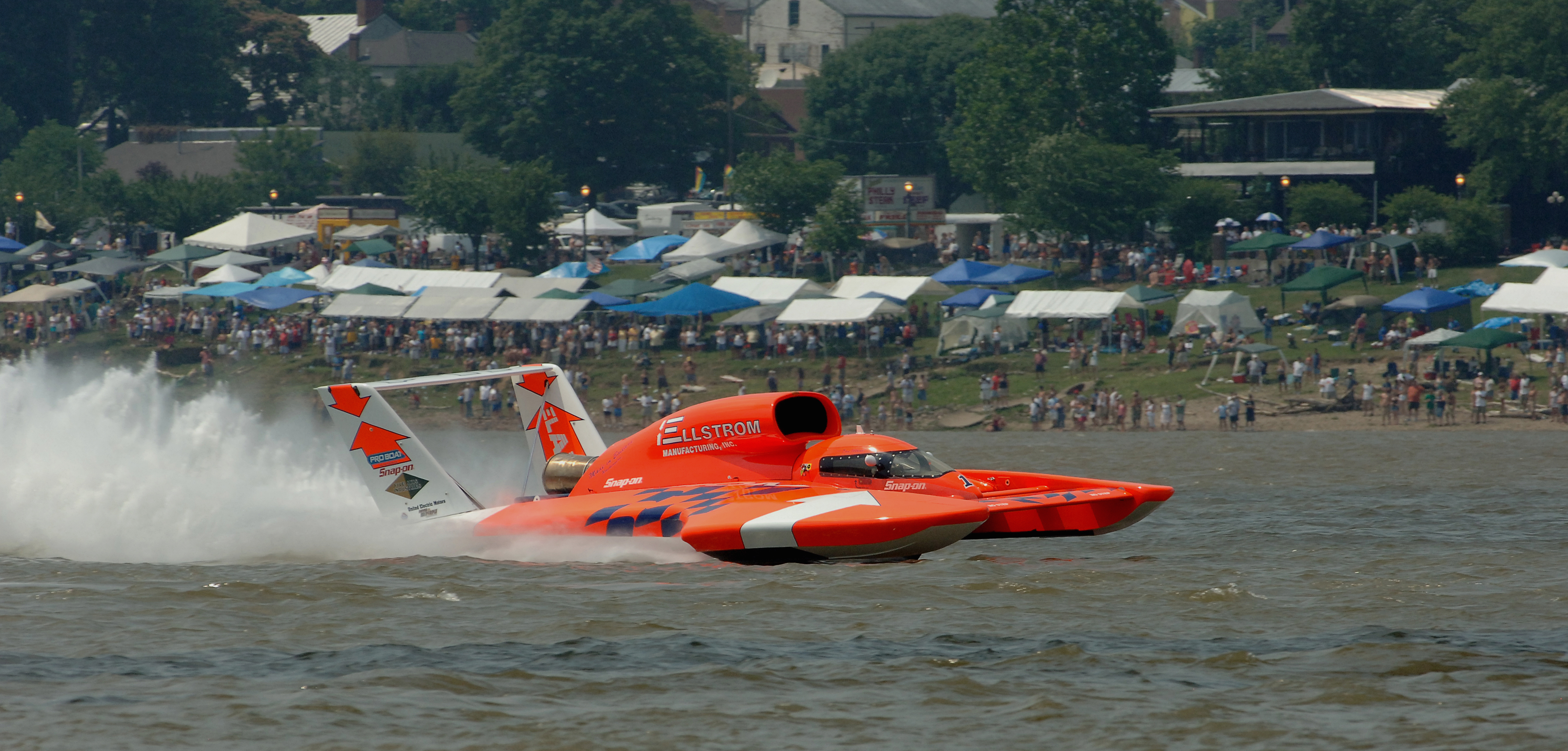
Hydroplane à la Madison Regatta 2006.

Bien que désignés sous le terme illimités, les bateaux de cette catégorie sont toutefois contraint à respecter certaines règles. D'une taille de 9 m et d'un poids de 3 084 kg, ils sont généralement propulsés par des Lycoming T55-L-7, turbomoteur utilisé sur les hélicoptères comme le Boeing CH-47 Chinook de la Guerre du Viêt Nam. Ce propulseur peut produire 3 000 chevaux.
Les bateaux sont capables d'atteindre des vitesses de plus de 322 km/h pour des vitesses moyennes par tour de 209 à 266 km/h.
Le principal circuit de course pour les courses illimitées est le H1 Unlimited, dont la saison se déroule sur huit courses de mi-février à septembre. Ces courses se déroulent partout aux États-Unis et au Moyen-Orient.

## L'amélioration de la sécurité
Dans les premières années de courses, ce sport est confronté comme les autres sports mécaniques à des accidents, et même le décès de pilotes. Avec l'augmentation des vitesses, plus d'attention a été accordée à la sécurité du conducteur.
Sous l'impulsion des fédérations, comme l'Union internationale motonautique (UIM) ou l'American Power Boat Association (en) (APBA) en Amérique du Nord, des actions sont menées pour améliorer la sécurité. Cela se traduit par la construction de cockpits en Kevlar renforcés par des fibres composites, l'utilisation les modules de pilotage à capsule fermée et des systèmes de harnais de sécurité améliorés, des trappes d'évacuation en cas d'incident de retournement et les dispositifs d'arrêt moteur, les systèmes à oxygène et les verrières pour pare-brises de qualité aéronautique, les combinaisons anti-choc, etc. Le dispositif HANS, développé par le coureur automobile Jim Downing, est devenu obligatoire dans de nombreuses catégories, et les futures applications avancées de protection de la tête et de la colonne vertébrale sont testées.